# Lacroisille
Lacroisille település Franciaországban, Tarn megyében. Lakosainak száma 100 fő (2022. január 1.). Lacroisille Algans, Appelle, Bertre, Cuq-Toulza, Magrin és Puylaurens községekkel határos.

## Népesség
A település népességének változása:
| Lakosok száma | 119  | 117  | 122  | 114  | 112  | 109  | 106  | 103  | 100  |
|               | 2013 | 2015 | 2016 | 2017 | 2018 | 2019 | 2020 | 2021 | 2022 |